# 慈恩路
慈恩路为西安市曲江新区一条东西向道路，其北侧有著名的大慈恩寺和大雁塔。道路全长900米，宽13米。
道路西起慈恩西路，东至芙蓉西路，由西向东依次与慈恩西路、雁塔南路、慈恩东路、芙蓉西路交叉。